# Fable II
Fable II är ett RPG-spel från 2008 till Xbox 360, utvecklat av Lionhead Studios och gavs ut av Microsoft Game Studios. Fable II är uppföljaren till det prisbelönta RPG-spelet Fable från 2004. Fable II kom ut den 24 oktober 2008 exklusivt för Xbox 360.

## Nya möjligheter
Fable II utspelar sig 500 år efter det första spelet och spelaren kan göra många nya saker. Spelarkaraktären kan till exempel vara en kvinna eller man, man kan gifta sig, skaffa barn och få riktiga jobb som exempelvis: smed, trädhuggare, bartender eller lönnmördare. Spelaren har också en hund som hjälper en i olika situationer, till exempel så hjälper den till att hitta skatter samt varnar för fiender. Karaktären kan inte dö, istället blir man medvetslös när man förlorat allt liv, vilket ger spelaren permanenta ärr. Men genom DLC-paketet Knothole Island kan man få tag på potions som kan ta bort ärr. Att donera till Ljusets Tempel ska även ha liknande effekt. Eftersom spelet utspelar sig 500 år efter det första spelet kan man nu även ha skjutvapen.
Man har möjlighet att köpa nya sorters kläder som inte fanns i första spelet, men kläderna fungerar inte som skydd, vilket de gjorde i första Fable. Däremot påverkar kläderna andra saker, till exempel hur Albions invånare upplever ens utseende. Ju större ens magiska förmåga blir (om man uppgraderar sin will), desto större och tydligare ränder får man över kroppen. Dessa ränder är blåa och går endast att få bort genom att degradera sina färdigheter inom Will.
En annan skillnad gentemot det första spelet är att man nu fritt kan utforska hela regionerna, då man i första spelet var begränsad till till exempel vägar.

## Den dynamiska världen
Varje träd har runt 120 000 löv och samtliga ser speciella ut på sina egna sätt. Det finns även runt 15 000 000 vallmoblommor i världen. Det finns slott, hus, borgar och till och med katakomber (underjordisk grav) som man kan köpa. Albion är 10 gånger större i Fable II jämfört med Fable. Det innehåller 20 stora regioner, 30 borgar, 100 vapen som man kan uppgradera, 70 klädesplagg som man kan uppgradera, 20 olika tatueringar och 20 olika frisyrer. Man kan minst ha upp till 80 olika förtrollningar och utföra upp till 150 olika quests (uppdrag). Fable II har mycket mer innehåll än sin föregångare. Fable II innehåller ett flertal olika vägval, och varje specifikt val kommer att ha inverkan under spelets gång.

## Co-op
I Fable 2 kan man spela upp till 2 spelare via Xbox Live. Innan den ena går med i den andres spel så ska dessa komma överens om hur många procent av till exempel guldet, erfarenhetspoängen och/eller kändisskapet som de ska dela på. Till exempel kan den ena personen ta allt guld och den andra personen all erfarenhet och sedan delar de på kändisskapet. Allt som en spelare tjänar i den andres värld förs automatiskt in i spelarens egen värld. Framskridningen av händelseutvecklingen sparas dock endast för den spelare som ursprungligen startade spelet.

## Röstskådespelare
- Zoë Wanamaker - Theresa
- Gemma Boyle - Rose
- Oliver Cotton - Lord Lucien
- Julia Sawalha - Sister "Hammer" Hannah
- Ron Glass - Garth
- Stephen Fry - Reaver
- Alan Ford - Arfur
- Stephen Greif - Barnum
- James Corden - Monty
- Steve Sweeney - Dash

## Fable arkadspel
Den 13 augusti släpptes tre Xbox live-arkadspel som heter Keystone (Peter Molyneux beskriver det som en blandning av roulette och crapsspel), Spinnerbox (en spelautomat med Fable II-tema) och Fortune's Tower (ett spel som liknar The Joker's wild). Alla tre är samlade i ett arkadspel vid namn Fable II Pub Games. Dessa tre spel är unika eftersom de pengar man vinner via dessa tre spel kan man sedan importera till sin Fable II-karaktär. Man kan även vinna speciella priser som en hårfrisyr, en bok osv. De tre spelen följer med Fable II om man köper det, men om man väljer att köpa spelen i förväg via Xbox Live kostar det 800 Microsoft Points. Fable II Pub Games kom ut den 13 augusti medan Fable II kom ut den 24 oktober. Väldigt många hade utnyttjat en bugg som innebar att folk blev mångmiljonärer på Fable 2 pub games. Efter ett tag släppte Microsoft en patch som fixade denna bugg. Alla som misstänktes för fusk fick sin ekonomi nollställd.